# Agametrus
Agametrus is een geslacht van kevers uit de familie  waterroofkevers (Dytiscidae).
Het geslacht is voor het eerst wetenschappelijk beschreven in 1882 door Sharp.

## Soorten
Het geslacht omvat de volgende soorten:
- Agametrus boliviensis Régimbart, 1899
- Agametrus humilis Sharp, 1882
- Agametrus labratus Sharp, 1882
- Agametrus monticola (Guignot, 1958)
- Agametrus nitens Sharp, 1887
- Agametrus peruvianus (Laporte, 1835)
- Agametrus rotundatus Brinck, 1948